# Атріовентрикулярний вузол
Атріовентрикулярний вузол (передсердно-шлуночковий вузол) — частина провідної системи серця, яка знаходиться на межі між передсердям та шлуночками. Тут відбувається затримка імпульсу і він має здатність виробляти нервові імпульси з частотою 40-50 ударів за хвилину. Є водієм другого порядку (фізіологічна назва).
Він складається зі спеціалізованих клітин серцевого м'яза і розташований в стінці між правим і лівим передсердями на межі з порожнинами шлуночків серця. Вузол AV (АВ) продовжується в пучок Гіса, який, своєю чергою, поділяється на дві ніжки Тавара.
Скорочення серцевих м'язових клітин вимагає деполяризації і реполяризації їх клітинних мембран. Ці події  викликає рух іонів в клітинних мембранах. Провідна система серця (й AV-вузла) узгоджує механічну активність міоцитів. Хвиля збудження поширюється з синоатріального вузла крізь передсердя уздовж спеціалізованих провідних каналів, що активує AV-вузол. Атріовентрикулярний вузол затримує імпульси приблизно на 0,09 секунди.
Збудження, що виходить від синусового вузла, передається крізь робочі м'язи передсердь. Одначе, оскільки вони електрично ізольовані від нижніх порожнин сполучною тканиною серця, збудження не може поширюватися на м'язи шлуночків.
Атріовентрикулярний вузол являє собою єдине електричне з'єднання між передсердями та шлуночками і має найнижчу швидкість провідності серця — 0,04...0,1 м/с. Збудження передається до порожнин шлуночків з великою затримкою. Ця затримка, яка відповідає часу PQ на ЕКГ, має велике значення для узгодженого скорочення м'язів передсердь і шлуночків: після скорочення передсердь (діастола шлуночка) шлуночки скорочуються (систола) лише через деякий час, що сприяє більш якісному наповненню порожнин.
Якщо синоатріальний вузол виходить з ладу, його завдання бере на себе АВ-вузол, але зі значно меншою частотою 40...50 хв−1. AV-вузол також має здатність до мимовільної електричної деполяризації, яка однак, здебільшого, не вступає у гру, оскільки синусовий вузол «нав'язує» власну вищу частоту AV-вузлу.
Якщо електрична провідність в АВ-вузлі занадто повільна або заблокована, це називається АВ-блокадою. Пришвидшений перехід між передсердям і шлуночками в обхід АВ-вузла відбувається, наприклад, у разі синдрому Вольфа-Паркінсона-Вайта.
Іншими захворюваннями AV вузла крім АВ-блокади, можуть бути:
- Атріовентрикулярна вузлова повторна вхідна тахікардія.[2]
- Кістозна пухлина атріовентрикулярної вузлової області (CTAVN) має ендодермальне походження і виникає винятково в області AV-вузла, тристулкового клапана та міжпередсердної перегородки.[4]